# Чжан Айлін
Чжан Айлін (張愛玲, 30 вересня 1920 — 8 вересня 1995) — китайська письменниця, сценаристка.

## Життєпис
Народилася в Шанхаї 30 вересня 1920 року в родині Чжан Цзіина та Хуан Суціон. Її родина була досить впливовою в Китаї. Її дідусь Чжан Пейлун був відомим сановником на заході епохи Цін. Її бабуся Лі Цзюйоу була старшою дочкою канцлера Лі Хунчжана. При народженні отримала ім'я Чжан Ін.
У 1922 році родина переїхала до Тяньцзіня. 1923 року перебирається разом із матір'ю спочатку до Великої Британії, а згодом до Швейцарії. 1927 року Чжан Айлін повертається до Шанхая. Після того, як її батьки у 1930 році розлучилися, вона разом із братом Чжан Ціцзином залишилася з батьком. У цей час вона навчалася у середній школі, яку закінчила у 1937 році. Тоді ж перебирається до матері, а згодом оселяється у Гонконзі. Тут вона в місцевому університеті вивчає англійську літературу. З початком Другої японо-китайської війни та падінням Гонконгу в 1941 році переїздить до Шанхая.
Весь час японської окупації вона перебувала в Китаї. Спочатку вчилася в університеті Сент-Джонса у Шанхаї, але через два місяці вимушена була його залишити через економічні труднощі. Відтоді Чжан Айлін починає професійно займатися літературною творчістю. у 1944 році виходить вперше заміж. 1946 року переїздить до Веньчжоу. Тоді ж починає писати перші сценарії до фільмів. Влітку 1950 року стає членом делегації представників Шанхайської літератури в провінції Цзянсу.
Але з часом Чжан Айлін відчуває напруженість у стосунках з комуністичною владою Китаю, до того ж її чоловік Ху Ланчен був міністром в уряді Чан Кайши. Зрештою у липні 1952 року емігрувала до Гонконгу, де вона працювала перекладачем для Інформаційної служби США до 1955 року. Того року Чжан Айлін перебирається до США, де у 1960 році отримує американське громадянство. 1960 року вирушає до Тайваню, де працює до 1962 року, коли повертається до США. 1967 року працювала в коледжі Редкліфф, а згодом з 1969 року в Каліфорнійському університеті в Берклі. 1973 року переїздить до Лос-Анжелеса. Померла вона там же 8 вересня 1995 року.

## Творчість
Чжан Айлін залишила після себе багато літературних творів, у тому числі романи, прози, кіносценарії та роботи з літературознавства. Її листи теж привернули увагу дослідників. найвідомішими її творами є: «Перші пахощі лаванди», «Золотий замок», «Сутри серця», «Півжиття», «Любов на випаленій землі», «Маленька зустріч», «Жадання», «Увага», «Життя дівчат на морі», збірник проз «Плітки», збірник проз і оповідань «Широко розплющені очі». На українську мову деякі твори перекладені Володимиром Урусовым. 